# Прийнятий королівський гамбіт
Прийнятий королівський гамбіт — шаховий дебют, що починається ходами: 
1. e2-e4 e7-e5
2. f2-f4 e5:f4
належить до відкритих дебютів.
Перша згадка про нього зустрічається ще в 16 столітті в працях Лопеса. Важливу роль у розробці гамбіту зіграли дослідження та партії італійських майстрів Середньовіччя — Греко, Полеріо, Сальвіо та інших. Аж до XIX століття королівський гамбіт був одним з найпопулярніших дебютів.

## Варіанти
- 3. Фf3 — гамбіт Бреєра
- 3. Сf1-c4 — гамбіт слона
- 3. Сf1-e2 — гамбіт Петрова (відомий також як хід Яніша)

Втім, найпопулярнішим продовженням тут є
- 3. Кg1-f3 — гамбіт коня
  - 3 ... d7-d6 — захист Фішера
  - 3 ... h7-h6 — захист Беккера
  - 3 ... g7-g5 — досить поширена відповідь чорних 
    - 4. h2-h4 g5-g4 5. Доf3-e5 — Гамбіт Кізерицького (одне з найпопулярніших продовжень)
    - 4. Cf1-c4 g5-g4
      - 5. Cc4:f7+ — гамбіт Лолі
      - 5. 0-0 — гамбіт Муціо
      - 5. Kf3-e5 — гамбіт Сальвіо